# Neocordulia caudacuta
Neocordulia caudacuta – gatunek ważki z rodziny Synthemistidae. Stwierdzony na kilku stanowiskach w Parku Narodowym Henri Pittier w północnej Wenezueli.